# Folyamatjelző sáv

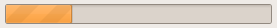
Példa folyamatjelző sávra

Egyszerű, animált folyamatjelző

A folyamatjelző sáv (röviden folyamatjelző, progress bar) grafikus felhasználói felületek egy komponense, melynek feladata, hogy egy folyamat, például fájlmásolás vagy letöltés előrehaladását jelezze. A grafika mellett gyakran szövegesen, például százalékos formában is jelzik az előrehaladást.
Microsoftos fordítási terminológiában egyszerűen állapotjelzőnek is hívják, ami azonban kissé túl általános kifejezés. Informatikai szlengben a bitkolbász is előfordul.
Újabb találmány a határozatlan folyamatjelző, ami akkor használatos, amikor a feladat nagysága előre nem határozható meg, vagy előrehaladását nem lehet számszerűen kifejezni. Az ilyen folyamatjelző sávon animációval vagy más módon jelzik, hogy a folyamat halad előre, tehát nem a szokásos módon, a sáv kitöltött részének arányával. Funkciójában így inkább „throbber”-re (többnyire forgó, a munkavégzést indikáló grafikai elemre) hasonlít, mint valódi folyamatjelzőhöz.
Az ötlet, hogy egy folyamat előrehaladását kitöltött sávval jelöljék, jóval korábbról ered. 1896-ban Karol Adamiecki kifejlesztette az általa harmonogram-nak nevezett diagramot, ami manapság Gantt-diagram néven ismert. Adamiecki nem publikálta diagramját csak 1931-ben, akkor is kizárólag lengyelül. Ezért viseli Henry Gantt (1861–1919) nevét, aki 1910-1915 között fejlesztette ki a saját harmonogram-verzióját, amit nyugaton el is terjesztett. A koncepció később alkalmazást nyert a számítástechnikában is.

## Fordítás
Ez a szócikk részben vagy egészben  a   Progress bar című angol Wikipédia-szócikk ezen változatának fordításán alapul.  Az eredeti cikk szerkesztőit annak laptörténete sorolja fel. Ez a jelzés csupán a megfogalmazás eredetét és a szerzői jogokat jelzi, nem szolgál a cikkben szereplő információk forrásmegjelöléseként.